# Heineken 0.0
Heineken 0.0 is een Nederlands alcoholvrij pils van het merk Heineken. Het bier wordt gebrouwen sinds maart 2017 in Zoeterwoude door Heineken. In diezelfde maand werd ook Grolsch 0.0% van Grolsch geïntroduceerd.
Eerder verkocht Heineken al alcoholvrij bier, genaamd Buckler. Maar dit product werd in Nederland uit de schappen gehaald door dalende verkoopcijfers. Dat kwam mede door de uitlatingen die Youp van 't Hek over dit biermerk deed in zijn oudejaarsconference van 1989.

## Brouwtechniek
Het bier is een uitkomst van twee aangepaste brouwsels, waardoor er minder alcohol ontstaat. Het alcoholrestant wordt verwijderd door vacuümdestillatie en er worden ook nog aroma's toegevoegd.